# Яковлев, Константин Николаевич
Константи́н Никола́евич Я́ковлев (1896 — 1982) — советский архитектор, инженер. Брат архитектора Юрия Николаевича Яковлева. Спроектировал ряд объектов в Москве, Туле, Твери, Костроме. Автор проектов 22 мостов, в том числе 10 в Москве. Им запроектирован первый жилой дом на Шпицбергене.

## Биография
Родился в Москве 21 октября 1896 года. С 1921 года вместе с братом участвовал в реставрационных работах в Московском Кремле под руководством профессора И. В. Рыльского, восстанавливал Беклемишевскую башню. С 1924 по 1927 год — помощник профессора Н. В. Марковникова на строительстве посёлка Сокол. Окончил в 1926 году Московский институт гражданских инженеров (МИГИ) (тогда был объединён с МВТУ им. Баумана) со званием инженера.
С 1928 года — в Строительно-технической конторе Московского союза потребительских обществ (МСПО). В 1928—1929 гг. по проекту К. Яковлева в Москве строятся два универмага — шестиэтажный «Красное Замоскворечье» на Серпуховской площади (четыре нижних этажа торговых, два верхних — конторы) и трёхэтажный Марьинский Мосторг на Сущёвском Валу.
Принимал участие в проектировании здания Наркомзема под руководством А. В. Щусева (1928—1933).
В Туле по проекту К. Н. Яковлева при участии врача общественного деятеля профессора Е. Г. Лазарева выстроены поликлиника и глазная больница (1932).
В 1934 году перешёл в архитектурную мастерскую № 12 Моссовета. Осуществил проекты гостиницы в Калинине, санатория Центросоюза в Кисловодске и ресторана на горе Ахун в Сочи.

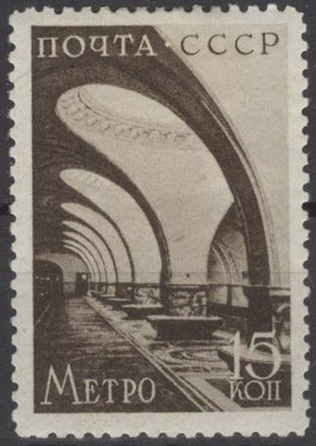
Станция «Сокол» на марке СССР 1938 года

В 1936 году Юрий и Константин Яковлевы поступили на службу в Метропроект. Их первой работой для Московского метрополитена стал открытый в 1937 году Смоленский метромост через Москву-реку (инженеры Н. П. Поликарпов, П. К. Антонов). Перед началом строительства второй очереди метрополитена провели конкурс проектов оформления моста, и из предложенных вариантов был избран самый скромный. Мост украшен лишь стальной эмблемой метрополитена в замке свода и чугунными вазами на береговых устоях.

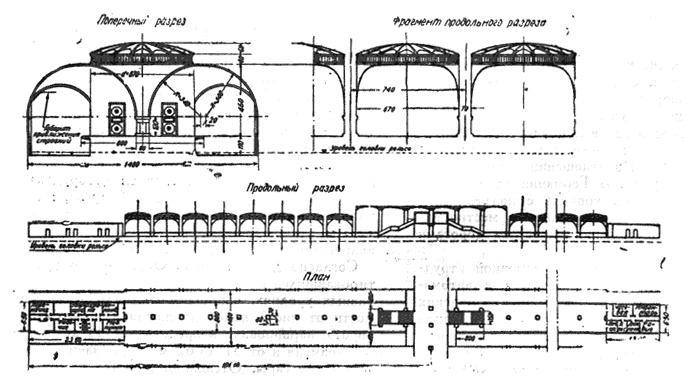
Станция «Сокол», План

Вместе с братом запроектировал и осуществил перронный зал и восточный вестибюль станции метро «Сокол», открытой в 1938 году в составе второй очереди строительства Московского метрополитена. В 1939 году за проект станции Ю. Н. и К. Н. Яковлевы награждены орденами «Знак Почёта».
В 1937—1938 годах совместно с архитектором Б. Н. Соколовым и инженером Ю. Ф. Вернером братья Яковлевы провели реконструкцию Новоспасского моста. В 1939 году заканчивали проектирование Малого Каменного моста и Крестовского путепровода.
В 1937 году в Киеве начато сооружение нового Наводницкого моста через Днепр в Киеве. Разрушен во время Великой Отечественной войны, впоследствии восстановлен по проекту К. Н. Яковлева.
В 1938 году вступил в члены Союза архитекторов СССР.
С 1940 года работал в институте Проектстальконструкции. В 1941 году на фронте пропадает без вести брат.
С 1950 по 1974 год — главный архитектор Гипротрансмоста. По проектам К. Н. Яковлева построены 22 моста, эстакады в Москве (в том числе Савёловская, Рижская) и Волгограде, путепроводы в Москве (в том числе Щёлковский) и других городах СССР.
В 1972 году удостоен премии Совета Министров СССР.
Скончался 14 мая 1982 года в Москве.

## Основные проекты
- 1928 — универмаг «Красное Замоскворечье» на Серпуховской площади (Московско-Ленинский, Добрынинский), Москва[9];
- 1928 — универмаг «МСПО Красная Пресня» в Марьиной роще (Марьинский Мосторг), Москва;
- 1928 — поликлиника станции Тула Московско-Курской железной дороги, Тула (ул. Дмитрия Ульянова, 8),  памятник архитектуры (региональный);
- 1933 — хирургический корпус глазной больницы (ныне поликлиника Городской больницы № 2), Тула (Комсомольская ул., д. 1);
- 1934 — санаторий Центросоюза, Кисловодск;
- 1937 — Смоленский метромост, Москва;
- 1937 — Большой и Малый Крестовские путепроводы, Москва;
- 1938 — станция метро «Сокол», Москва  памятник архитектуры (вновь выявленный объект);
- 1938 — Новоспасский мост, Москва (реконструкция);
- 1938 — Малый Каменный мост, Москва;
- 1954 — Лужниковский путепровод, Москва;
- 1957 — Новоарбатский мост, Москва;
- 1959 — Лужнецкий метромост, Москва;
- 1960 — Крымская эстакада, Москва;
- 1960 — мост Победы (1-й Ленинградский путепровод), Москва (реконструкция);
- 1960 — 2-й Ленинградский путепровод, Москва;
- 1961 — Автозаводский мост, Москва;
- 1965 — Шелепихинский мост, Москва;
- 1966 — Савёловская эстакада, Москва;
- 1966 — Шарикоподшипниковский путепровод, Москва;
- 1967 — Самотечная эстакада, Москва;
- 1969 — Нагатинский метромост, Москва;
- 1970 — Ленинградский мост, Москва;
- 1973 — Вешняковский путепровод, Москва;
- 1973 — Новогиреевский путепровод, Москва;
- 1975 — Рижская эстакада, Москва;
- 1981 — Строгинский мост.

## Галерея

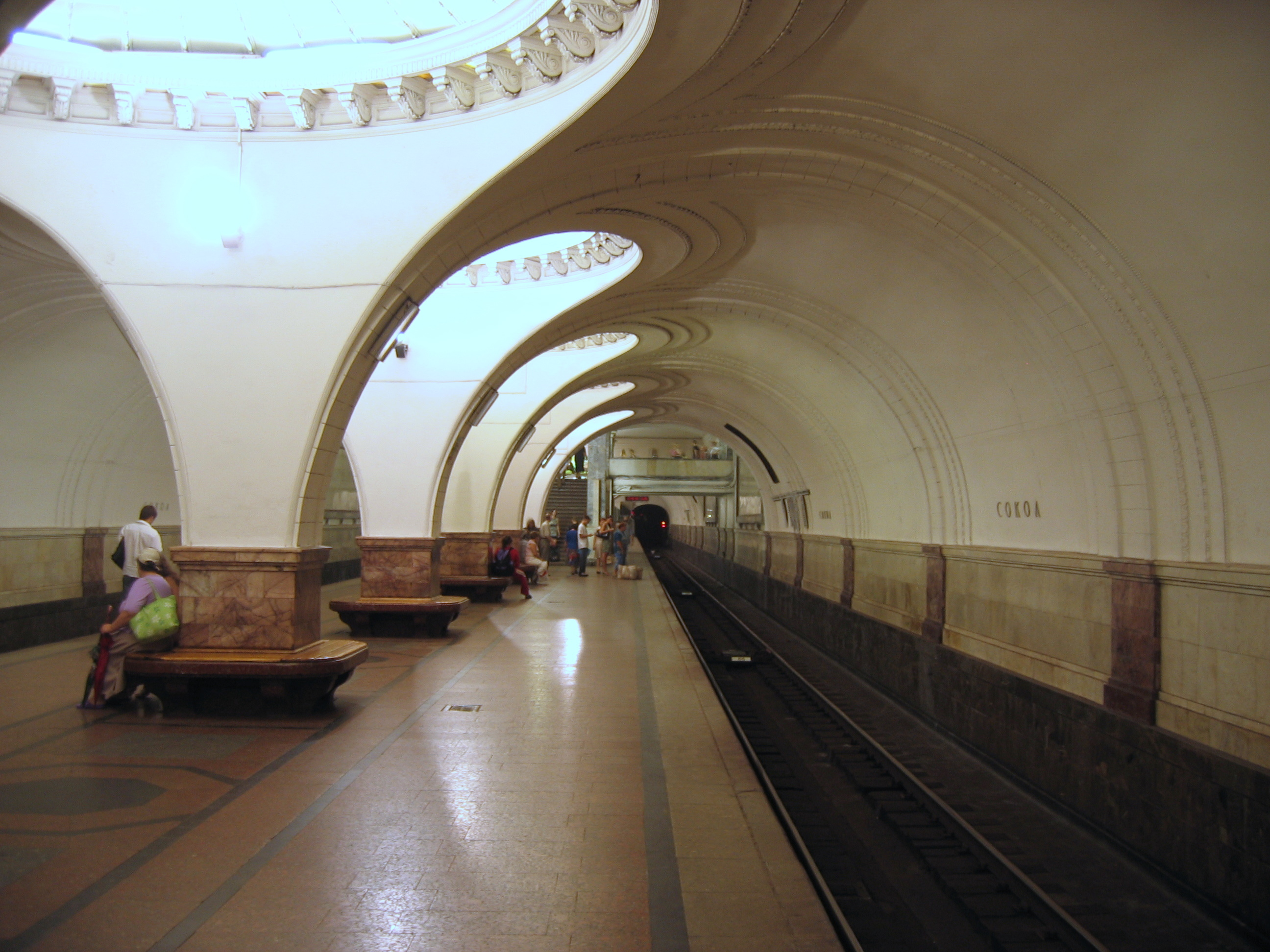
Станция «Сокол»
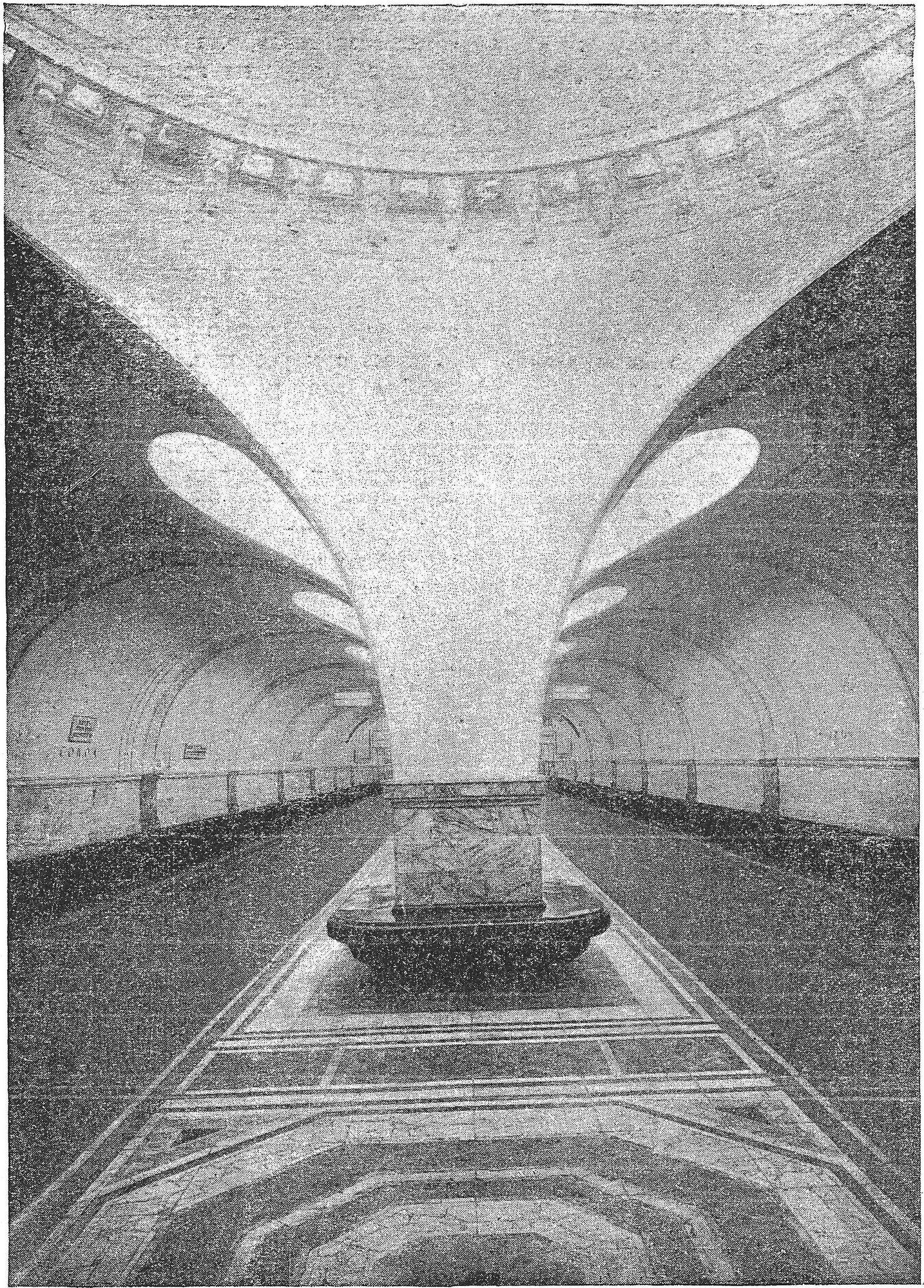
«Сокол», 1938
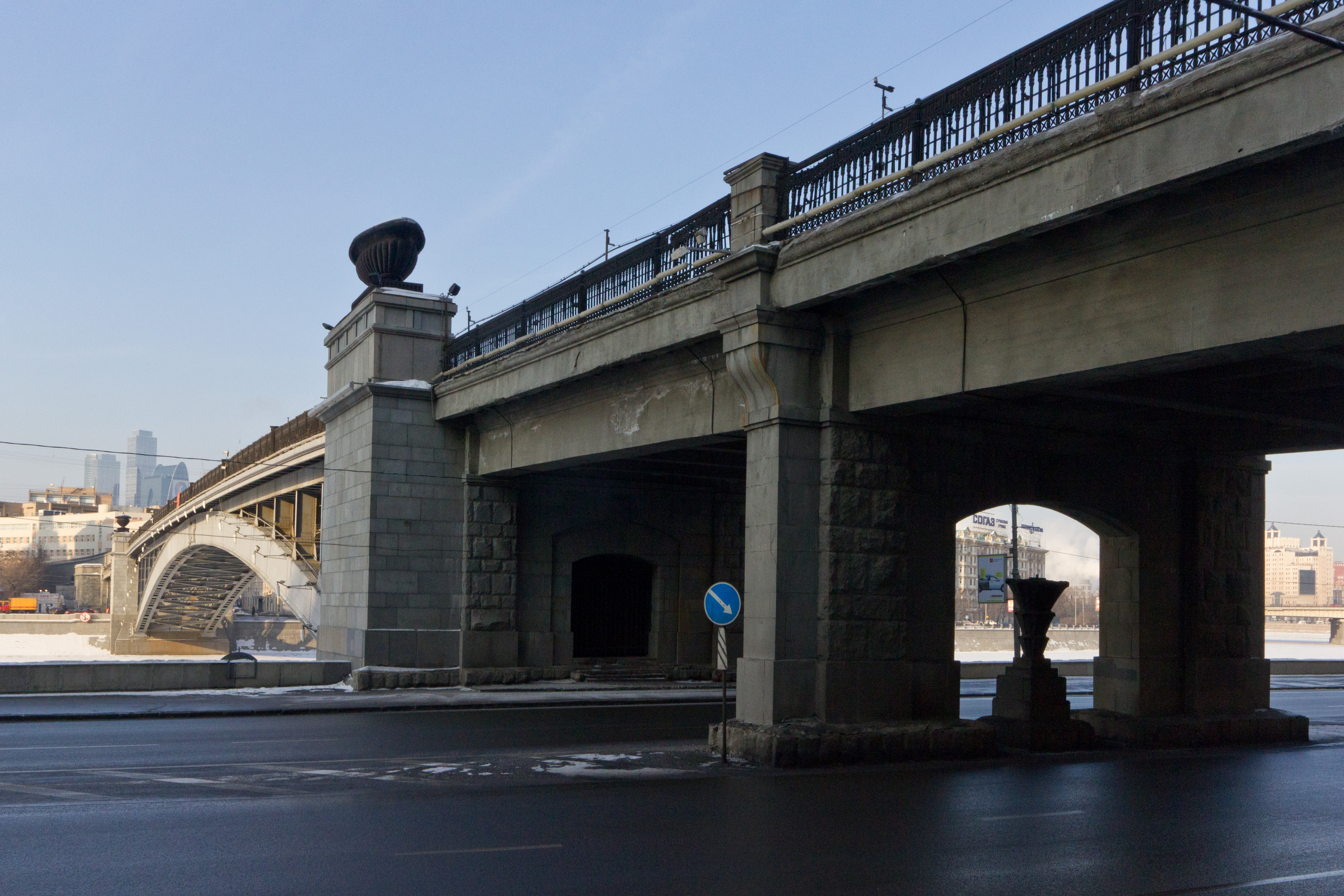
Смоленский метромост
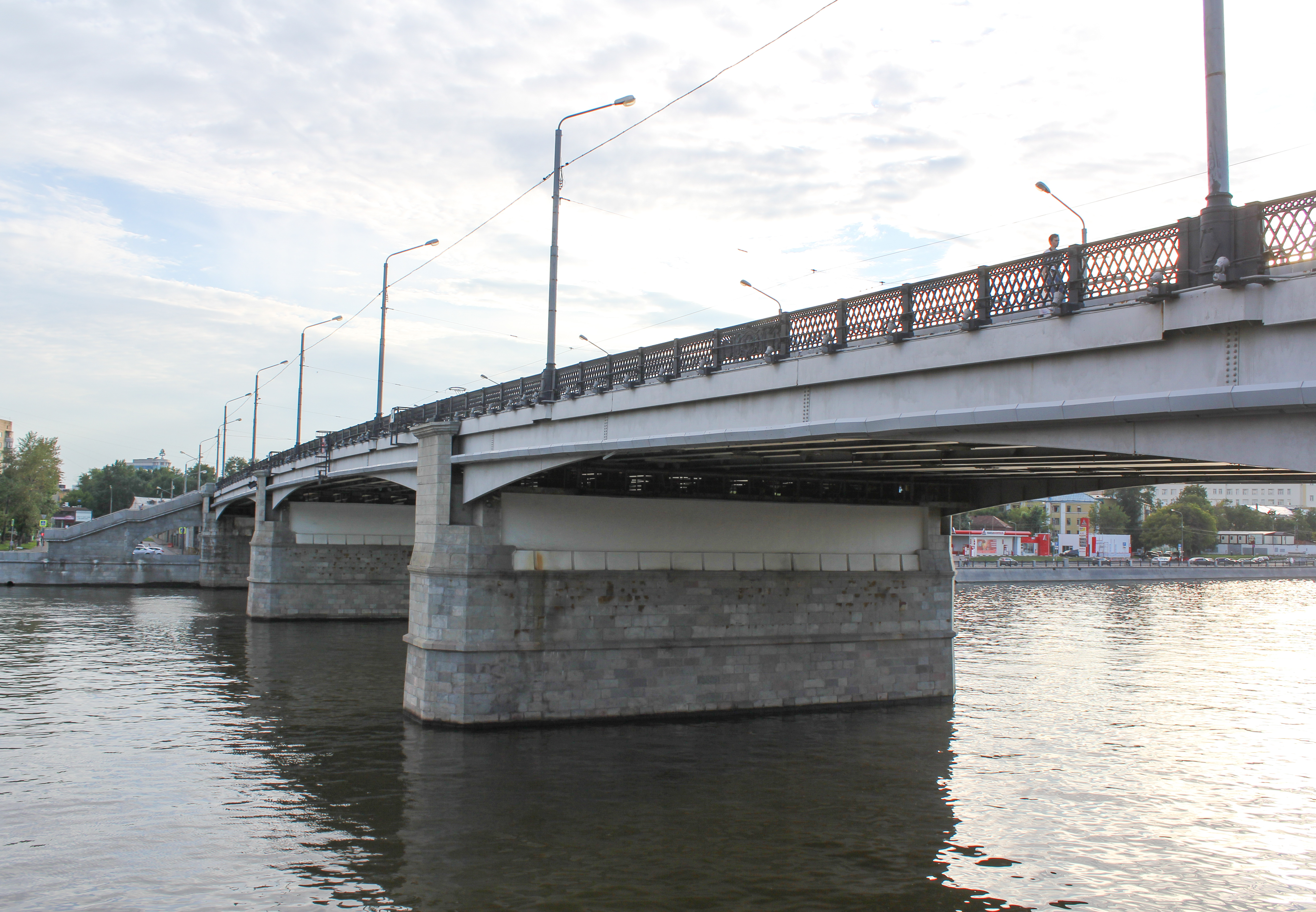
Новоспасский мост
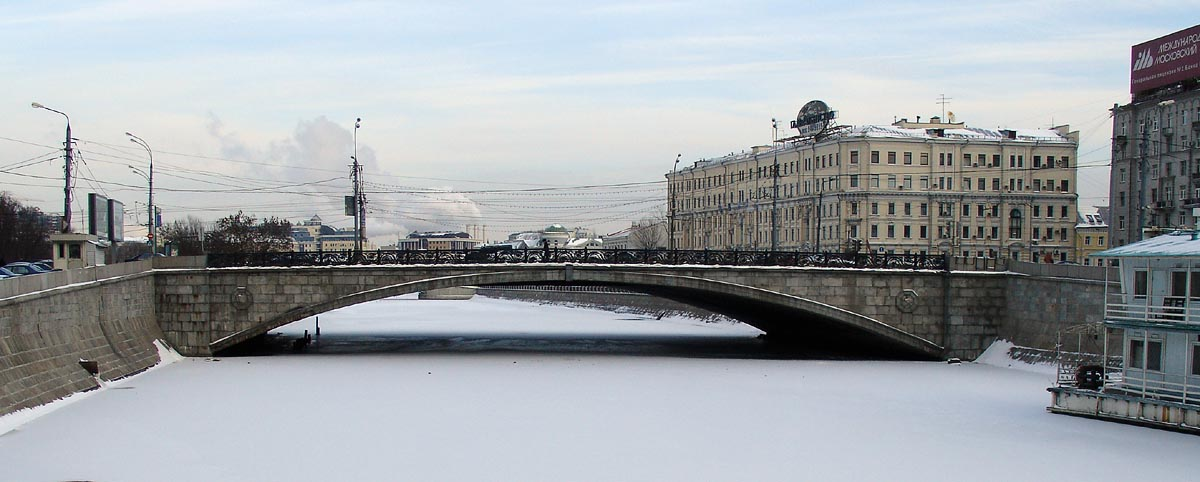
Малый Каменный мост
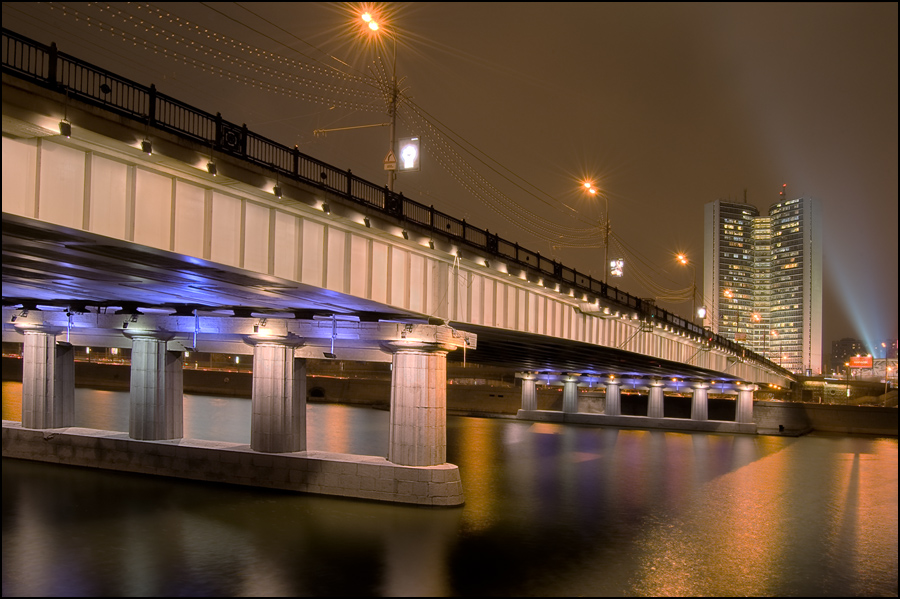
Новоарбатский мост
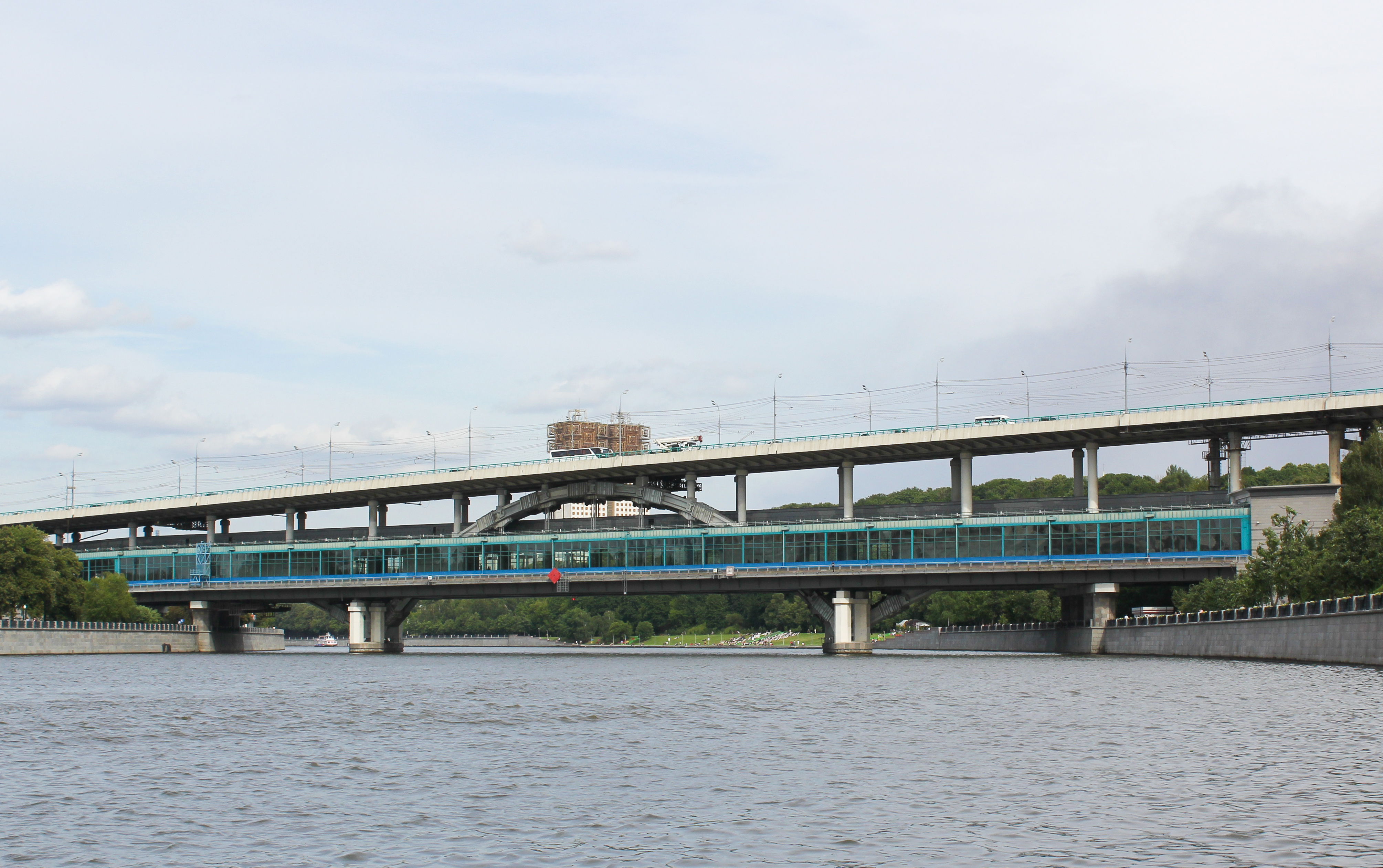
Лужнецкий метромост
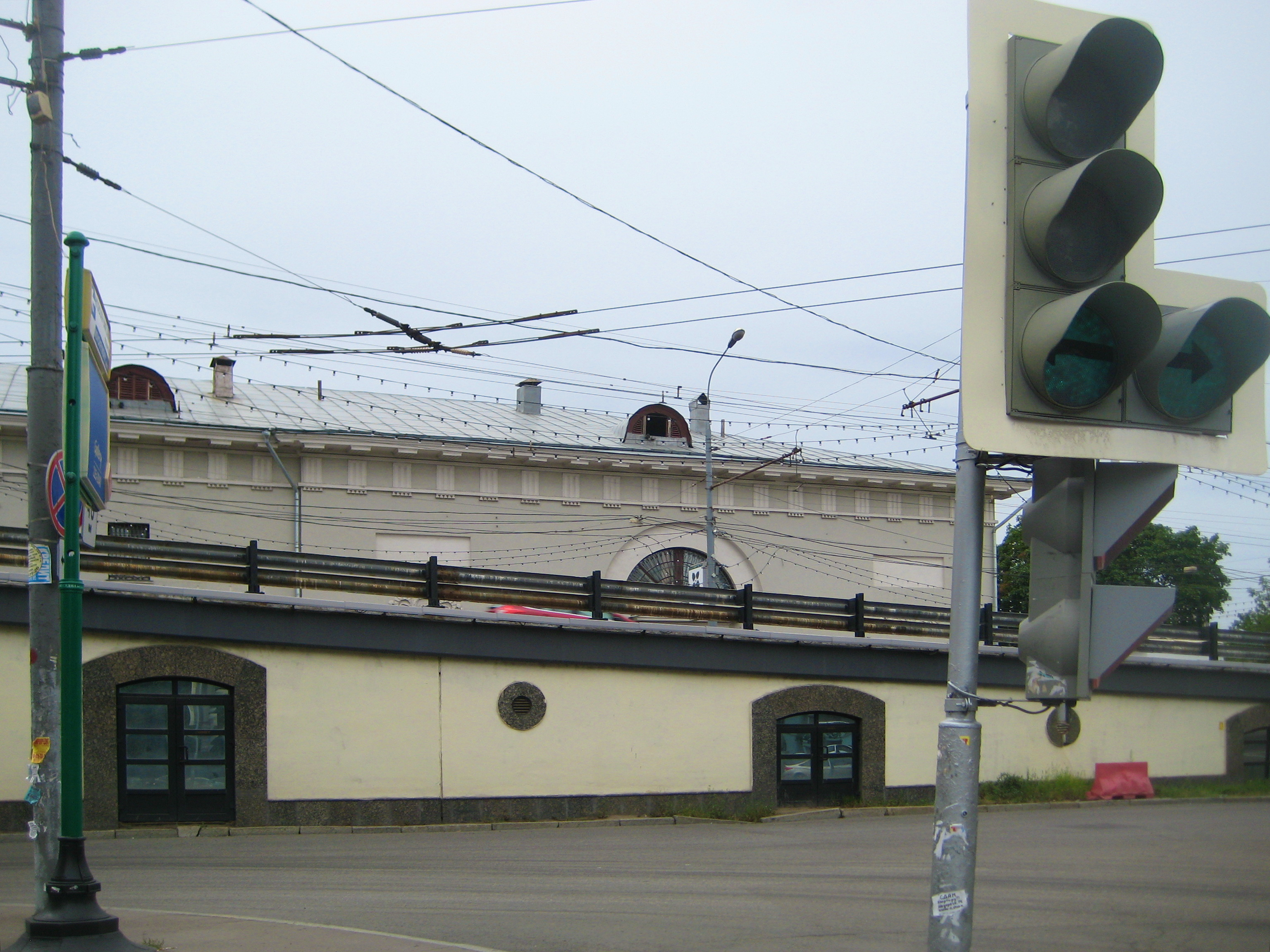
Крымская эстакада
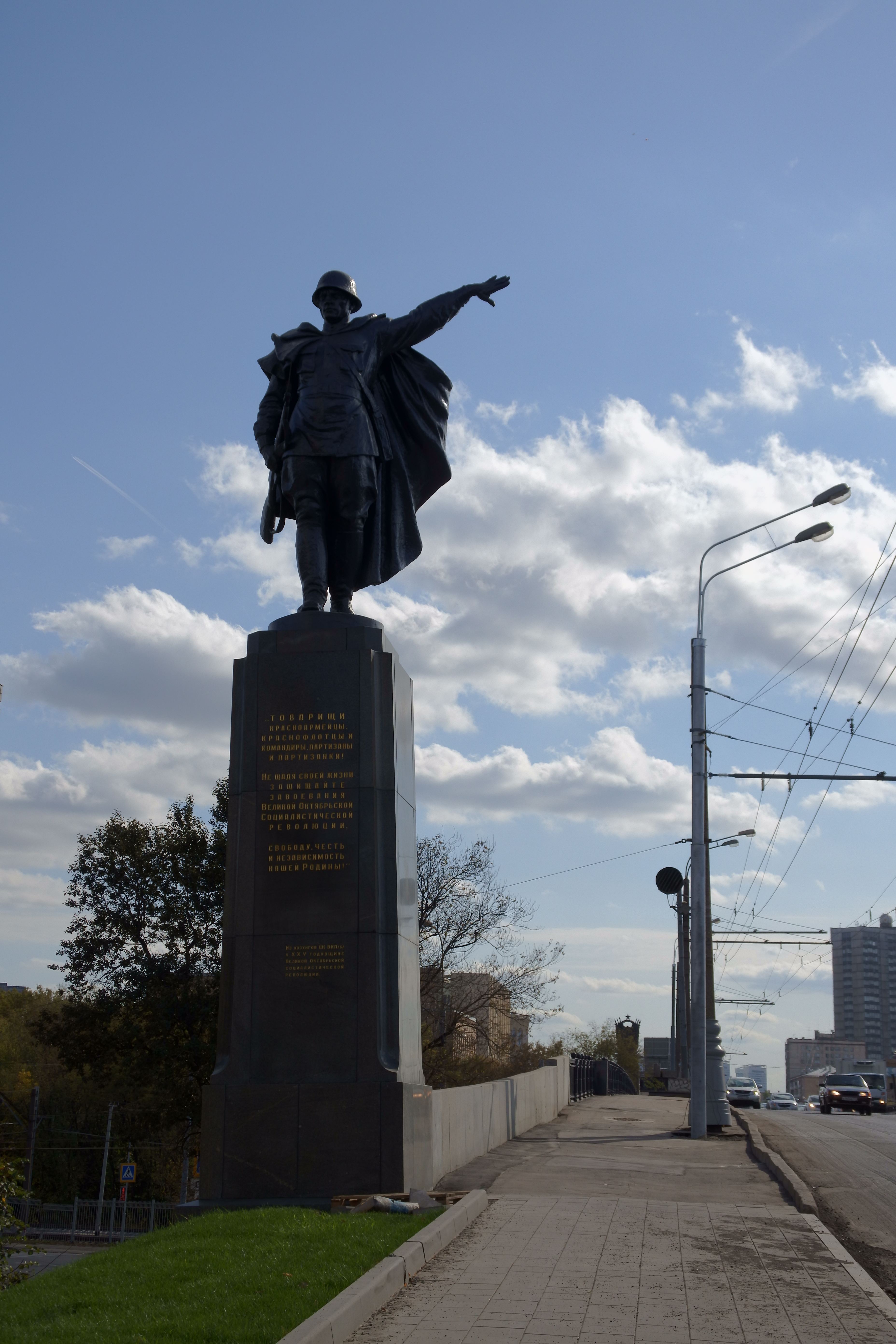
Мост Победы
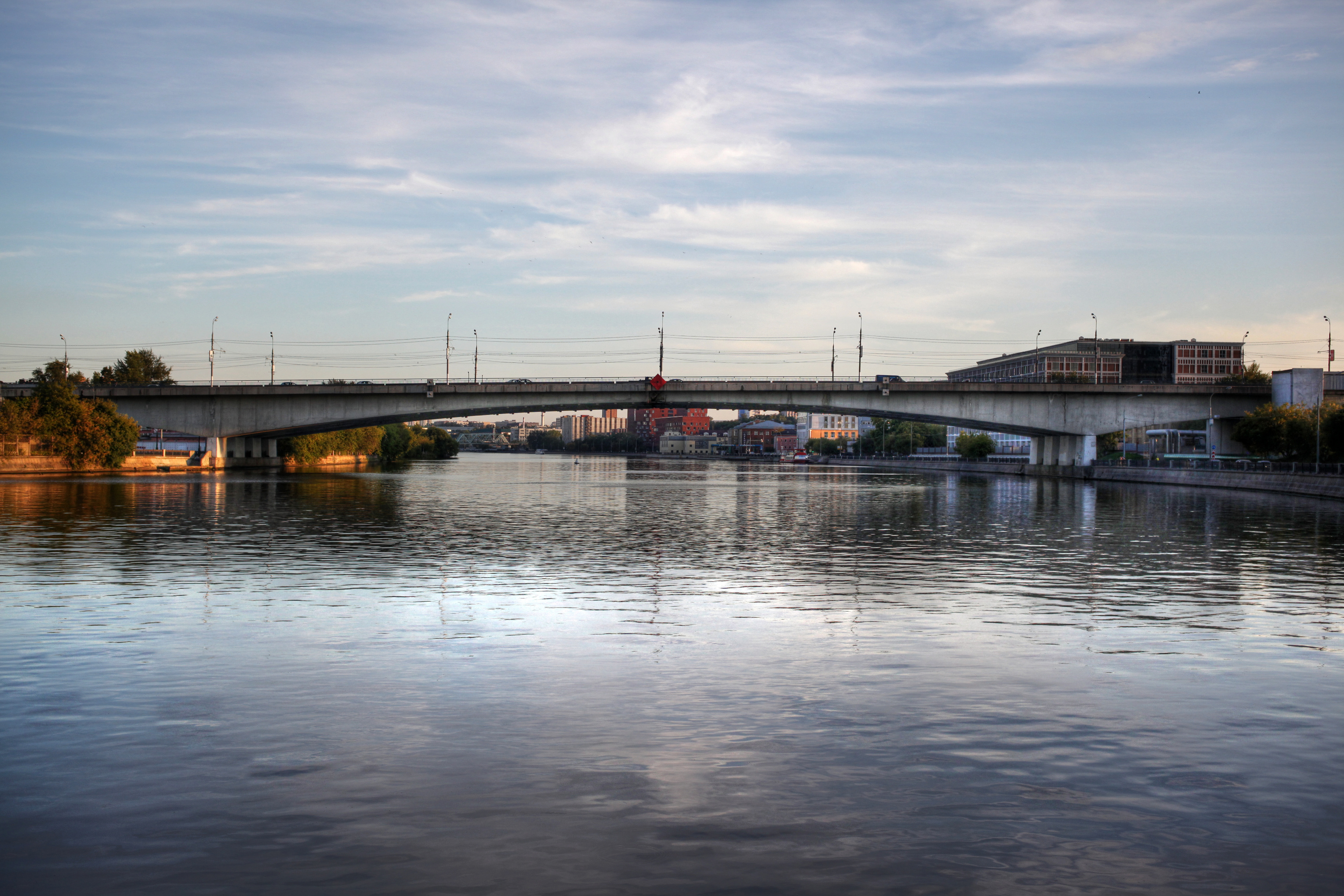
Автозаводский мост
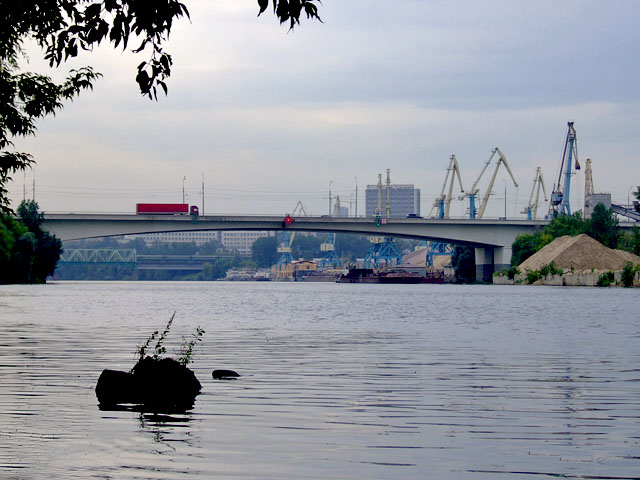
Шелепихинский мост
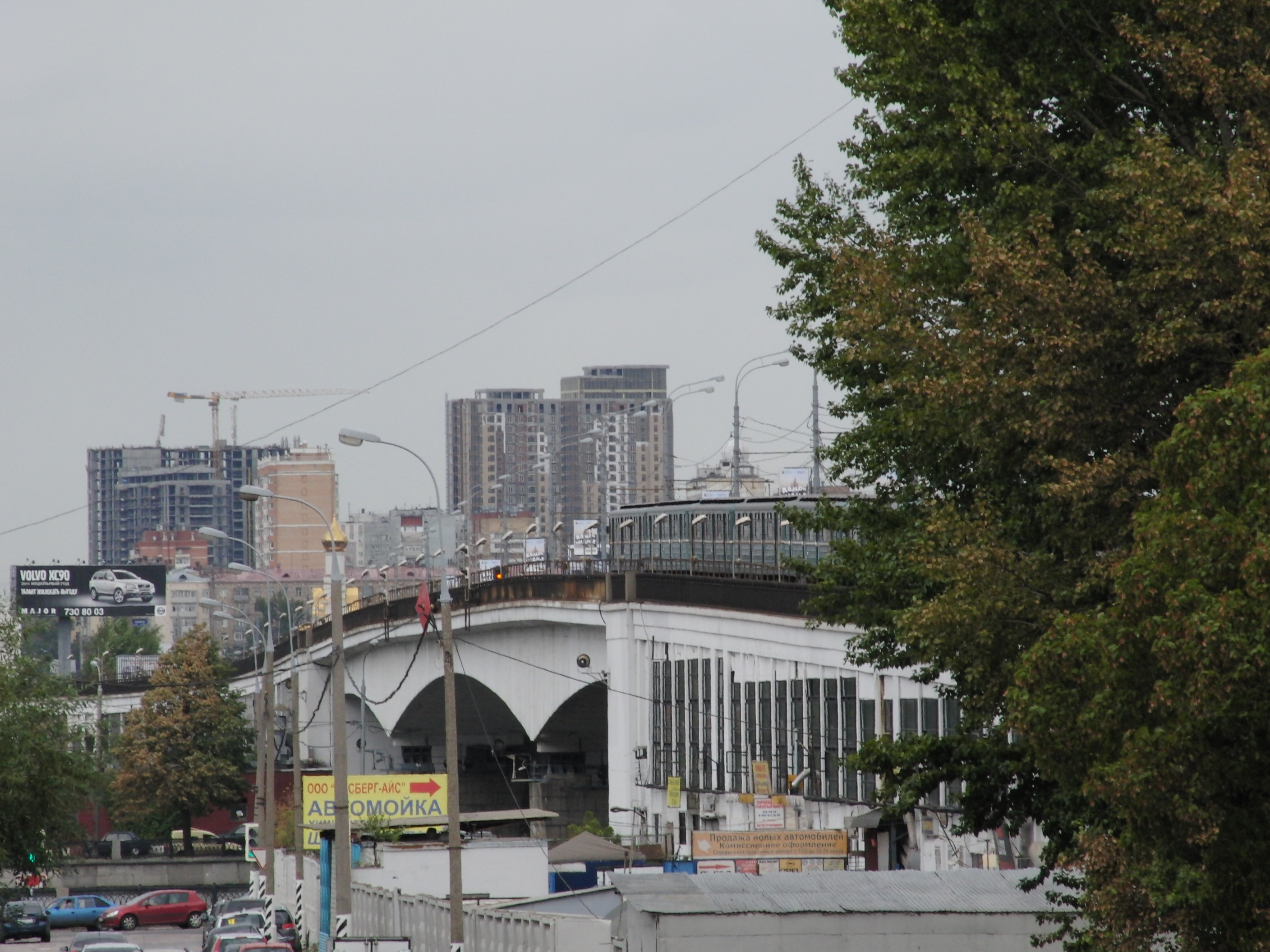
Нагатинский метромост
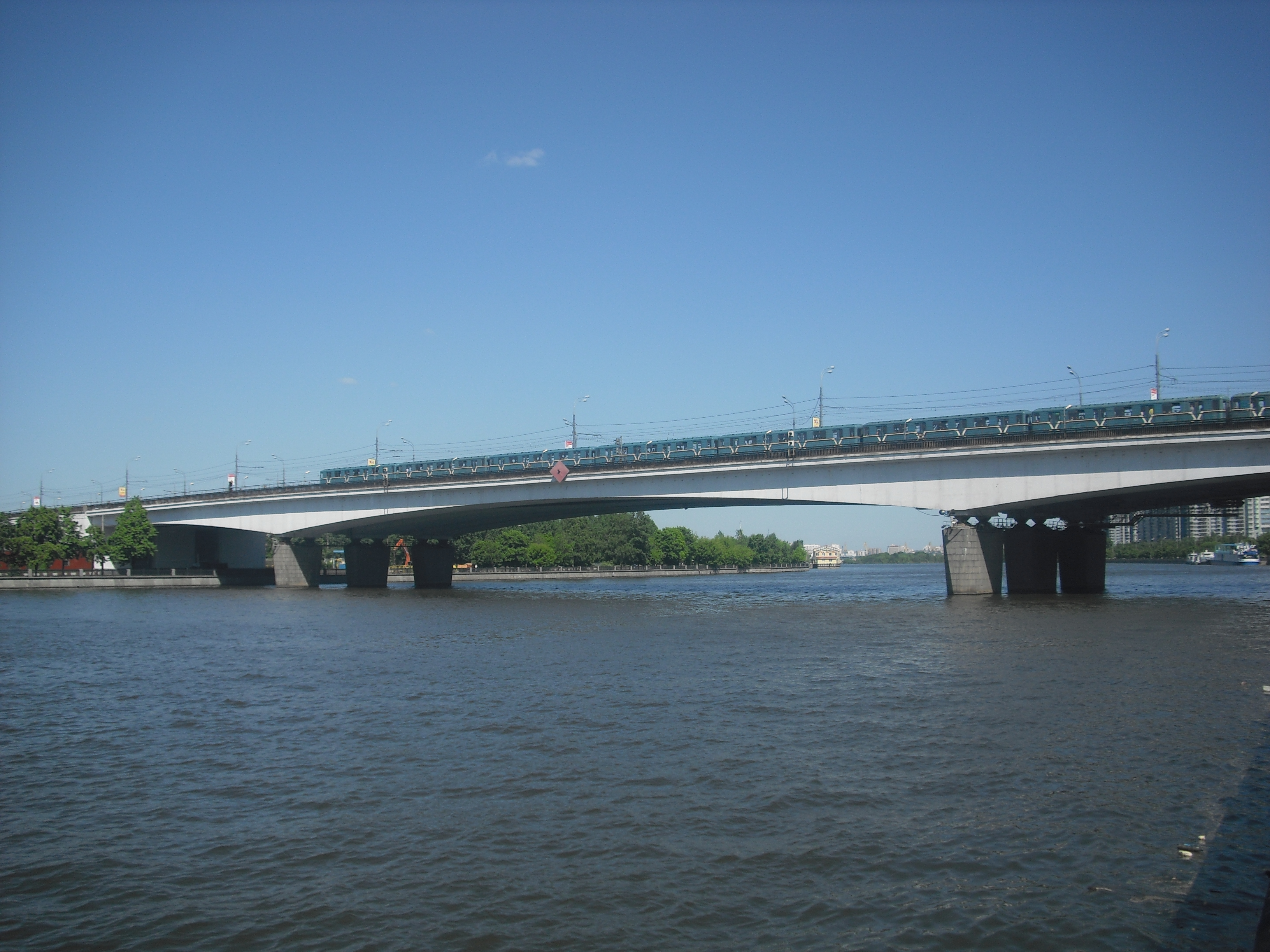
Нагатинский метромост
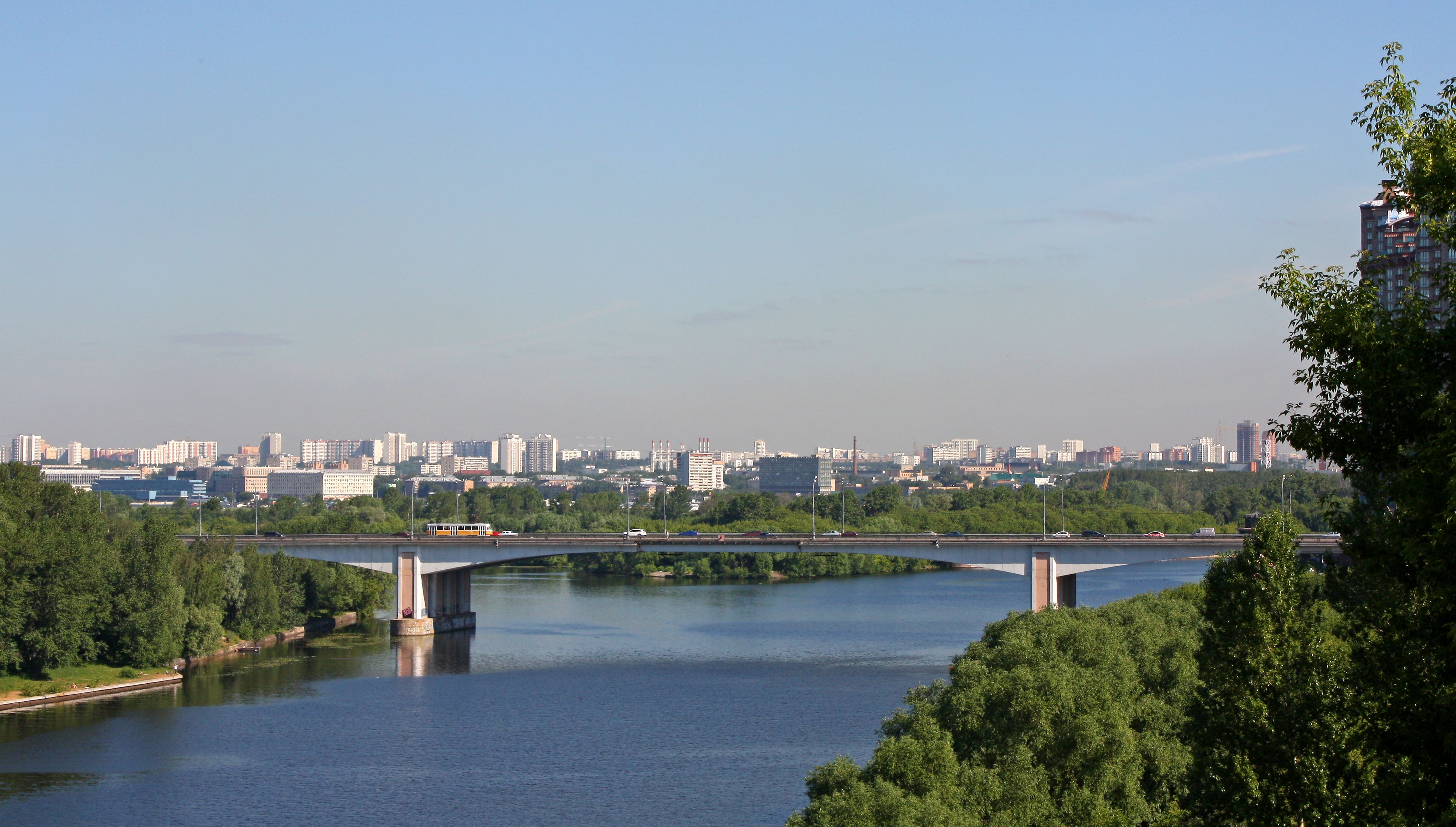
Строгинский мост